# Ceylan néerlandais
 (février 2023).
1640–1796
Entités précédentes :
- Ceylan portugais

Entités suivantes :
- Ceylan britannique

Le Ceylan néerlandais était un gouvernorat administré par la Compagnie néerlandaise des Indes orientales sur le territoire de l'actuel Sri Lanka, de 1640 à 1796.
Jusqu'au XVIIe siècle, le Sri Lanka était partiellement dirigé par l'Empire colonial portugais, par le royaume de Kandy que les Portugais ne réussirent pas à vaincre, et par plusieurs chefferies telles que les Vannimai.
Alors que les Provinces-Unies étaient engagées dans la guerre de Quatre-Vingts Ans contre les espagnols, le roi de Kandy invita les Néerlandais à se battre contre les Portugais à Ceylan. Les Néerlandais déclarèrent la guerre au Portugal et s'emparèrent de l'île en 1640.

## Histoire

### Guerre entre les Provinces-Unies et le Portugal
Deux événements influencent les relations entre les Provinces-Unies et le Portugal au Sri Lanka : en 1580 Philippe II, roi d'Espagne, devient souverain du Portugal, et en 1579 les Provinces-Unies se révoltent contre les Habsbourg d'Espagne dans le cadre de la guerre de Quatre-Vingts Ans. Les Provinces-unies entrent ainsi en conflit avec le Portugal.
Dès 1602, des marins néerlandais font escale à Trincomalee et établissent des relations avec Vimaladharmasuriya I, le roi de Kandy, qui accepte de s'allier avec eux contre les portugais.
En 1604, le général Senarat succède à Asthana Pandara sur le trône du Royaume de Kandy, et entretient des relations avec les Néerlandais tout en cherchant d'autres alliés. En 1620, Senarat propose d'offrir tout le nord de Ceylan à une ambassade danoise, mais sera stratégiquement refusé par le Danemark qui ne voulaient pas entrer en conflit avec les portugais et les néerlandais.
En 1636, le fils de Senarat, Râjasimha II, monte sur le trône et s'oppose aux portugais et aux néerlandais, malgré une alliance temporaire entre ces derniers en 1638. Les néerlandais finissent par éliminer les derniers bastions portugais, ce qui modifie la dynamique des pouvoirs sur l'île.

### Période coloniale néerlandaise (1640 - 1796)
En 1658, tous les bastions portugais tombèrent, et les néerlandais se sont retrouvés dans la même situation que leurs prédécesseurs : maîtres comme eux des Provinces maritimes, mais leurs expéditions échouèrent de la même manière contre le royaume de Kandy.
En 1672, un envoyé de Louis XIV, Jacob Blanquet de la Haye lance des expéditions contre le Ceylan néerlandais, et Trinquemalay devient français pendant trois mois. Néanmoins, le roi de Kandy n'apporte pas son soutien, même si les Français annoncent avoir le même ennemi, les Pays-Bas. La flotte néerlandaise commandée par Rijcklof van Goens finit par encercler et affamer les français, qui partent vers le sud de l'Inde.
Les néerlandais se sont installés durablement dans les provinces maritimes, construisant de nouvelles citadelles, agrandissant les villes côtières, creusent des canaux et monopolisent tout le commerce de Ceylan. Des pasteurs se sont consacrés à l'étude du singhalais et à l'évangélisation du pays mais les catholiques sont victimes de préjudices. Les prêtres catholiques, d'origine portugaise, doivent vivre dans la clandestinité ou se réfugier dans le royaume de Kandy.
Au XVIIIe siècle, les cingalais commencent à réagir contre les envahisseurs : une renaissance culturelle et religieuse débute dès le règne de Vimaladharma Surya II, qui succède  à son père en 1687. Il négocia avec les néerlandais et s'efforça d'améliorer le statu quo. Il obtient le droit d'envoyer une ambassade au Siam pour que le roi de pays fidèle au bouddhisme Hinayana lui envoie un chapitre de moines qui pourraient ranimer le Bouddhisme cingalais en ordonnant régulièrement de nouveaux sujets. Le roi Vijaya Rajasinha reprend la même politique.
En 1747, le nouveau roi Kirti Sri Rajasinha, fervent bouddhiste, accueille les moines siamois à Trinquemalay, et des monastères reprennent vie selon le rituel et les règles du clergé de Siam. Tout en poursuivant la rénovation religieuse de son pays, Kirti Sri rêve de refouler les néerlandais et les combats reprennent. La guerre ouverte durera de 1760 à 1767. Après quelques succès dans le sud où les forces kandyennes se maintiennent sept ans sur le littoral, Kirti Sri doit s'incliner.
Sous Sri Rajadhi Rajasinha, Ceylan connut de nouveaux envahisseurs, pendant la guerre d'indépendance des États-Unis, les Anglais puis les Français occupèrent Trincomalee.

### Prise de contrôle britannique
A la veille de perdre Ceylan, les néerlandais semblent bien enracinés dans l'île. Ils y ont fait souche et le métissage parait bien adapté. L'un des derniers gouverneurs Iman Willem Falck, est d'origine cingalaise. Mais, à partir de 1795, la France révolutionnaire envahit les Provinces-Unies et crée la République batave. Les britanniques se saisissent de l'occasion pour attaquer toutes les possessions néerlandaises en Ceylan. Les gouverneurs et administrateurs, divisés entre jacobins et monarchistes, ne présentent aucune résistance aux corps d'expédition anglais. Le dernier fort tombe en 1796. 
L'Empire britannique intègre l'île de Ceylan en tant que province en 1796 au détriment des Néerlandais. Le territoire devient officiellement une colonie entre 1802 et 1948. Au début, ce territoire ne comprend pas le royaume de Kandy, devenu un protectorat en 1815, mais à partir de 1817, les possessions britanniques couvrent toute l'île de Ceylan. Ce contrôle britannique est confirmée au Congrès de Vienne, en 1814 et 1815 puis par la convention de Kandy de 1815.

## Gouvernance
Le gouverneur de Ceylan était l'autorité suprême de l'île. Il était assisté d'un conseil de hauts fonctionnaires, le Conseil politique. 
Les membres du Conseil politique étaient :
- le deuxième administrateur du pays
- le  responsable des entrepôts liés à l'importation et l'exportation
- le responsable des questions juridiques
- le comptable
- le secrétaire
- le chef du bureau militaire et le commandant de l'armée.

Les commandants de Jaffna et de Galle, où se trouvaient les autorités du district, étaient également membres du Conseil et assistaient aux réunions lorsqu'ils étaient à Colombo. Ceylan était divisé en trois districts administratifs : Colombo, Galle et Jaffna. Colombo était gouverné par le gouverneur, Galle et Jaffna par des commandants. Les trois zones ont été subdivisées de manière traditionnelle en dessavany (provinces).

## Architecture
Les Provinces-Unies ont construit de nombreux forts dans l'île, comme celui d'Elephant Pass qui a été un fort clé dans la guerre civile du Sri Lanka ; et ont fortifié ceux déjà construit par les portugais, comme le fort de Galle, qui est aujourd'hui au patrimoine de l'UNESCO.